# Juan Guillermo Villasana
Juan Guillermo Villasana López (10 de febrero de 1891-23 de febrero de 1959) fue un destacado ingeniero y aviador mexicano.

## Biografía
Nació en Pachuca de Soto, Hidalgo, México. Sus padres fueron Juan Villasana y Graciana López. 
En el Colegio Liceo, cursó sus estudios superiores, donde aprendió francés e inglés, esto para poder leer las revistas de aviación escritas en estos idiomas. En 1910 estudió en el instituto científico y literario de Pachuca, donde se adentró de lleno a las matemáticas, la física y la aerodinámica. 
Siendo estudiante de secundaria efectuó una larga serie de experimentos y ensayos en los que obtuvo datos muy exactos del efecto del viento, al pasar por las alas forradas de tela de manta restirada con almidón.  
De 1908 a 1910, diseñó y construyó una serie de modelos de avión de su propia invención, a los que hizo volar en los llanos de la hacienda de San Juan de Labor, San Rafael y Venta Prieta.
Pronto inicia el diseño de sus primeros aviones; en aquellos tiempos, ya los hermanos Wright habían efectuado un vuelo en un avión impulsado por un motor, lo cual no pasó inadvertido para Villasana, quien a los 18 años, junto con otros apasionados del aire, fundó en 1909 la primera organización en México con fines aeronáuticos: "La Sociedad de la Aviación".
El 11 de abril de 1910, logró volar a 700 metros sobre la capital hidalguense. Tiempo después ensayó en el Velódromo de Pachuca con regular éxito un pequeño avión al que le había instalado un motor de gasolina de 15 caballos de fuerza, marca Curtiss.
El 23 de abril de 1918, obtiene su título de ingeniero en Aeronáutica en la American Aviation School en Buffalo E.U.; pasando posteriormente a Kelly Field en San Antonio, Texas, donde hizo un curso de especialización en el motor Liberty.
En 1927 fue como delegado mexicano a la convención interamericana de aviación comercial, en Washington D. C., reunión que se celebraba por primera vez. 
Por decreto presidencial el 1 de julio de 1928, se crea el Departamento de Aeronáutica Civil y Villasana es nombrado Primer Jefe.
La actuación de Villasana, dentro de la aviación militar, le permitió ocupar cargos de relevancia, como teniente técnico de aviación, piloto en jefe de la escuela militar de aviación, dos veces director de la escuela y talleres  de aviación militar, director de los talleres nacionales de construcción aeronáutica, con el grado de capitán primero, capitán segundo, jefe de la sección de aviación comercial, del departamento de aviación militar y dos veces delegado técnico en aeronáutica militar en la inspección general del ejército.

## Técnico mecánico
Al llegar a la Ciudad de México donde se queda a radicar con su familia, coincidió con las primeras exhibiciones de los ases franceses (Roland Garros y Audenard Barrier y Simon) a los que en un aterrizaje se les rompió el patín de cola de su avión, Villasana ofrece sus servicios reparando el desperfecto, manifestándose así como el primer técnico mecánico mexicano. En estos trabajos conoce a Alberto Braniff y a Miguel Lebrija, aviadores mecánicos al igual que él.
El 19 de abril de 1912, el general, José González Salas, ministro de Guerra y Marina, del gabinete del presidente, Francisco I. Madero, encarga a Villasana, la construcción de 5 Aeroplanos tipo Deperdussin para el Ejército Mexicano, el primero recibe el nombre de "Latinoamérica".

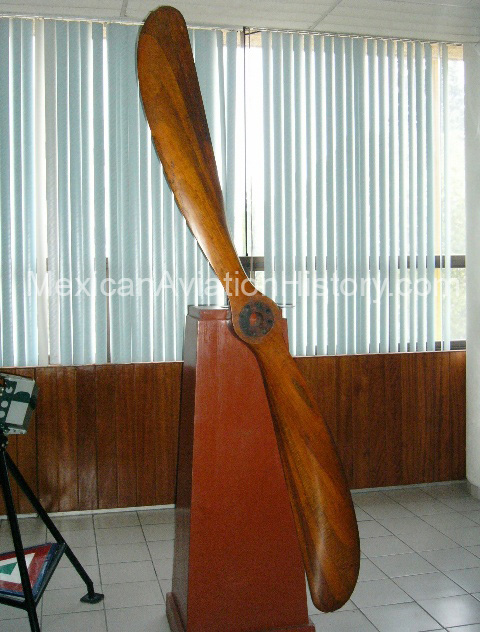
Hélice Anáhuac

El 4 de abril de 1913, en un avión de la misma marca y en compañía del piloto Miguel Lebrija, ejecuta un simulacro de bombardeo aéreo, en el Aeródromo de Balbuena, usando bombas Martín Hale.

### Hélice Anáhuac
Gracias, a sus conocimientos de tradición familiar de ebanistas, logra superar un problema que a nivel mundial ningún ingeniero había podido resolver. Diseña una hélice con varios tipos de maderas y un ensamble nuevo, que permite a los aparatos elevarse más y mejor, dando un giro total a la aeronáutica mundial. Esta hélice fue bautizada como la "Hélice Anáhuac", la primera de las cuales fue fabricada en la Escuela de Artes y Oficios (Hoy ESIME).
La hélice Anáhuac, se exportó en 1915 a Centro, Sudamérica y Japón, lo que le valió recibir del gobierno de El Salvador reconocimientos por su brillante invención. Así mismo ocurrió con el gobierno japonés, a través del Gral. Nagaoka, comandante del cuerpo aéreo imperial de Japón.
Con ella se superó el récord mundial de altura cuando en 1919 en Japón, un piloto norteamericano se elevó a 19,750 pies. Estados Unidos y Japón quisieron comprarle la patente, a lo que no accedió para donarla al gobierno de México, y éste obsequió a las naciones amigas una copia de la misma. El gobierno de El Salvador lo condecoró por ello.

## Primer vuelo postal
Así el 6 de julio de 1917, el avión número 6 serie "A", dotado con un motor Hispano-Suiza se elevó impulsado por el viento hidalguense hacia la capital del país. En él se encontraba una valija marcada con el número 449 del Servicio Postal Mexicano, que contenía 534 cartas, 67 tarjetas, piezas de correspondencia, etc. Fue el primer vuelo de entrega postal del que en los anales de la historia universal se tiene registro. Horacio Ruiz piloteaba la aeronave.
Bastaron 57 minutos y 42 segundos de viaje para que la valija a bordo del avión llegara a México y, según datos del Servicio Postal Mexicano, en las cuatro horas siguientes al aterrizaje las cartas fueron repartidas a sus destinatarios.

## Condecoraciones
En 1955, el entonces secretario de Comunicaciones y Obras Públicas, le impuso la cruz y placa de condecoración "Emilio Carranza", proclamándolo oficialmente fundador de la Aviación Civil Mexicana.

## Fallecimiento
Murió a los 68 años de edad. Sus restos descansaron por 38 años en el Panteón Jardín de la Ciudad de México, hasta que el 17 de diciembre de 1997 en una ceremonia, se trasladaron a la Rotonda de los Hidalguenses Ilustres. En reconocimiento a su labor, el aeropuerto de Pachuca lleva su nombre.